# Jeff Withey
Jeff Withey (San Diego, 7 de março de 1990) é um jogador norte-americano de basquete profissional que atualmente joga pelo Dallas Mavericks, disputando a National Basketball Association (NBA). Foi escolhido pelo Portland Trail Blazers na segunda rodada do draft da NBA em 2013.